# Уго Нуньєс
Уго Нуньєс (ісп. Hugo Núñez; нар. 14 квітня 1961) — колишній еквадорський тенісист.
Найвищу одиночну позицію світового рейтингу — 222 місце досяг 12 грудня 1988, парну — 226 місце — 12 червня 1989 року.

## Титули на челленджерах

### Парний розряд: (3)
| Ранг | Дата             | Турнір              | Покриття | Партнер             | Суперники                     | Рахунок       |
| ---- | ---------------- | ------------------- | -------- | ------------------- | ----------------------------- | ------------- |
| 1.   | 21 вересня 1981  | Барселона, Іспанія  | Ґрунт    | Ґонзало Нуньєз      | Рорі Шапелл Джон Ван Ностранд | 6–4, 7–5      |
| 2.   | 11 вересня 1988  | Ньйон, Швейцарія    | Ґрунт    | Рауль Вівер         | Ян Апелль Велі Палохеймо      | 2–6, 6–4, 6–1 |
| 3.   | 6 листопада 1988 | Босонанс, Швейцарія | Тверде   | Браніслав Станкович | Брет Гарнетт Білл Скенлон     | 6–4, 7–6      |